# Сан-Джорджо-а-Лири
Сан-Джорджо-а-Лири (итал. San Giorgio a Liri) — коммуна в Италии, располагается в регионе Лацио, подчиняется административному центру Фрозиноне.
Население составляет 3068 человек, плотность населения составляет 205 чел./км². Занимает площадь 15 км². Почтовый индекс — 03047. Телефонный код — 0776.
Покровителями коммуны почитаются святой Георгий, празднование 23 апреля, и San Rocco. Праздник ежегодно празднуется 16 августа.